# جون كانتويل
جون كانتويل (بالإنجليزية: John Cantwell) هو عسكري أسترالي، ولد في 9 أكتوبر 1956 في إبسوتش في أستراليا.